# شهرستان مریک (نبراسکا)
شهرستان مریک، نبراسکا (به انگلیسی: Merrick County, Nebraska) یک سکونتگاه مسکونی در ایالات متحده آمریکا است که در نبراسکا واقع شده‌است.

## خصوصیات
شهرستان مریک ۱٬۲۸۲٫۰۵ کیلومترمربع مساحت دارد.